# والیبال ساحلی
والیبال ساحلی یک ورزش المپیکی است که بر روی شن و با مقرراتی مشابه والیبال برگزار می‌شود.
در مسابقات رسمی والیبال ساحلی هر تیم از دو بازیکن تشکیل می‌شود و مربی و بازیکن ذخیره نیز حضور ندارند. اما در مسابقات تفریحی و غیررسمی معمولاً تیم‌ها با بیش از دو بازیکن تشکیل می‌شوند.

## تاریخچه

نخستین مسابقه والیبال ساحلی در سال ۱۹۲۰ در سنتا مونیکا، کالیفرنیا برگزار شد. سنتا مونیکا هنوز هم یکی از مراکز والیبال ساحلی دنیاست. افزایش محبوبیت این ورزش از دهه ۱۹۸۰ اتفاق افتاد. اگرچه در سال‌های گذشته ایالات متحده آمریکا و برزیل دو قدرت اصلی والیبال ساحلی بودند، اما در سال‌های اخیر استرالیا و چین هم توانسته‌اند خود را به عنوان دیگر قدرت‌های این رشته ورزشی مطرح کنند.

## هواداران
این ورزش معمولاً در منطقه‌های ساحلی به ویژه جاهایی که ساحل شنی گسترده دارند بازی می‌شود؛ اگرچه در برخی کشورهای قرار گرفته در خشکی همانند سوئیس نیز هواداران بسیاری دارد.

## در المپیک
والیبال ساحلی در المپیک بارسلون ۱۹۹۲ به عنوان یک ورزش نمایشی و از المپیک آتلانتا ۱۹۹۶ به عنوان یک رشته رسمی برگزار می‌شود. در این سه دوره والیبال ساحلی یکی از پر تماشاگرترین رشته‌های المپیک بوده‌است. آمریکا با سه مدال طلا، یک نقره و یک برنز و برزیل با دو مدال طلا چهار نقره و یک برنز دو تیم موفق این رشته ورزشی بوده‌اند. والیبال ساحلی در المپیک با حضور ۳۲ تیم برگزار می‌شود و از هر کشور حداکثر دو تیم اجازه حضور در مسابقات را دارند.